# Forst (Suíça)
Forst foi uma comuna da Suíça, no Cantão Berna, com cerca de 350 habitantes. Estendia-se por uma área de 1,85 km², de densidade populacional de 189 hab/km². Confinava com as seguintes comunas: Blumenstein, Gurzelen, Längenbühl, Wattenwil.
A língua oficial nesta comuna era o Alemão.

## História
Em 1 de janeiro de 2007, passou a formar parte da nova comuna de Forst-Längenbühl.